# Klockarnäs
Klockarnäs är en småort i Envikens socken i Falu kommun.
Klockarnäs är största byn i Envikens socken efter kyrkbyn och tätorten Enviken. Inom Klockarnäs finns Rönndalens skola, nya sporthallen, fotbollsplan och prästgården. De flesta enfamiljshusen på Kallmora är inom Klockarnäs by. Olika bydelar är Änga, Byn, Lurbo, Holen, Nyhagen, Björkstan, Kallmora, Långnäs och Solhult. Byn sträcker sig alltså även över riksväg 50.
Byn är belägen vid Vågsjön och Klockarnässjön. Centralt finns en liten dansbana som upplevde sin storhetstid under 1960-talet men som fortfarande är en populär festplats inom Rockabillykretsar.